# La danzatrice dei tropici
La danzatrice dei tropici (Aloma of the South Seas) è un film muto del 1926 diretto da Maurice Tourneur. Fu il primo adattamento cinematografico della commedia Aloma of the South Seas scritta da LeRoy Clemens e John B. Hymer che aveva debuttato a Broadway il 20 aprile 1925.
Fu il film col maggiore incasso nell'anno 1926.
Nel 1941, la Paramout ne produsse il remake, Aloma dei mari del sud, con Dorothy Lamour e Jon Hall. Noble Johnson appare nel cast di entrambi i film.

## Trama
Nell'isola del Paradiso, Nuitane vive con gelosia il suo rapporto d'amore con Aloma, una bellissima danzatrice. Quando la giovane viene importunata da Red Malloy, viene difesa da un giovane americano, Bob Holden, che si trova nell'isola per cercare di dimenticare un'infelice storia d'amore. Bob conquista la fiducia di Aloma e, quando il piantatore Andrew Taylor li invita insieme nella sua tenuta, Aloma accetta, senza tener conto delle obiezioni di Nuitane. Alla piantagione, è arrivata anche Sylvia, la nipote di Taylor, insieme a Van, suo marito. Sylvia è l'ex fidanzata di Bob, quella che lui ha cercato di dimenticare ma che si rende conto di amare ancora.
Durante una tempesta, la barca in cui si trovano Van e Bob si rovescia e i due cadono in acqua. A terra, Sylvia e Aloma, dapprima gelose una dell'altra, cominciano a simpatizzare. Così, quando giunge Bob con la notizia dell'annegamento di Van, le coppie si ricompongono: Sylvia torna insieme a Bob e Aloma dal suo Nuitane.

## Produzione
Il film fu prodotto dalla Famous Players-Lasky Corporation. Venne girato a Portorico, a Pinones.

## Distribuzione
Distribuito dalla Paramount Pictures, il film - presentato da Jesse L. Lasky e Adolph Zukor - uscì nelle sale cinematografiche USA il 16 maggio 1926. Incassò, negli Stati Uniti, tre milioni di dollari, portando il film al primo posto del box office.